# Adras Violet (cabrahigo)
Adras Violet es un cultivar de higuera de tipo Cabrahigo Ficus carica higuera macho productora de polen y albergando la mosca polinizadora Blastophaga psenes en el interior del fruto, unífera es decir con una sola cosecha por temporada los prohigos (profichi), con epidermis con color de fondo verde, y sobre color teñido de violeta en la madurez; interior violeta. Se localiza en la colección del National Californian Germplasm Repository - Davis en California.

## Sinonimia
- „Beurzel“,[5][6]

## Historia
Según la monografía de Condit: « Descrito e ilustrado por Mann (1939a); encontrado en la región de Cabilia con 'Adras Blanc', pero tiene un periodo de madurez más tardío y tiene un interior violeta. En Ouadhias, Argelia, a veces se le llama erróneamente Beurzel, y también se confunde con otras variedades. »
Esta variedad la clasificó Condit en el "Condit Group" de cabrahigos con interior violeta o morado y piel teñida de verde con tonos más oscuros de marrón o violeta.
Esta variedad de higuera está cultivada en el NCGR, Davis (National Californian Germplasm Repository - Davis).

## Características
La higuera 'Adras Violet' es un árbol de tamaño grande, muy ramificado, con un porte compacto, Árbol generalmente de gran tamaño, muy ramificado, compacto y muy productivo; hojas generalmente de 5 lóbulos, pero variables. Es una variedad unífera de tipo cabrahigo, de producción abundante de prohigos insípidos.
Los prohigos son de tipo pequeño, 1-1 / 2 pulgadas de diámetro, piriforme; tallo corto; epidermis con color de fondo verde, y sobre color teñido de violeta en la madurez; interior violeta. Temporada de madurez posterior a la de 'Adras Blanc' y más prolongada.

## El cultivo de la higuera
Los higos 'Adras Violet' tiende a madurar bien en climas más fríos, cuando otras variedades no; son aptos para la siembra con protección en USDA Hardiness Zones 7 a más cálida, su USDA Hardiness Zones óptima es de la 8 a la 10. Producirá muchos frutos durante la temporada de crecimiento. El fruto de este cultivar es de tamaño mediano, e insípido.